# Praealticus semicrenatus
Praealticus semicrenatus is een straalvinnige vissensoort uit de familie van naakte slijmvissen (Blenniidae). De wetenschappelijke naam van de soort is voor het eerst geldig gepubliceerd in 1951 door Chapman.